# Earth Crisis
Gli Earth Crisis sono un gruppo musicale di genere metalcore con tematiche vegan e straight edge formatasi a Syracuse, New York, attiva dal 1992 al 2001.

## Carriera
La band ha sempre promosso uno stile di vita che aderisse ad una dieta vegana e all'astensione dall'assunzione di sostanze che potessero modificare la percezione umana, inoltre gli Earth Crisis sono famosi per il supporto dato al rispetto dei i diritti degli animali e agli attivisti dell'Animal Liberation Front.
A seguito del loro ultimo concerto all'Hellfest a Syracuse nel 2001 il cantante Karl Buechner, il bassista Ian Edwards e il chitarrista Erick Edwards formarono una nuova band chiamata Freya prima conosciuta con il nome di Nemesis. Nel 2007 il gruppo si è riunito per incidere un nuovo album, To the Death, che è uscito nel 2009.

## Membri
- Karl Buechner -  voce
- Scott Crouse - chitarra
- Erick Edwards - chitarra
- Ian Edwards AKA-Bulldog - basso
- Dennis Merrick - batteria

## Discografia
Album in studio
- 1995 - Destroy the Machines (Victory Records)
- 1996 - Gomorrah's Season Ends (Victory)
- 1998 - Breed the Killers (Roadrunner Records)
- 2000 - Slither (Victory)
- 2001 - Last of the Sane (Victory)
- 2009 - To the Death (Century Media Records)
- 2011 - Neutralize the Threat (Century Media)

Album live
- 1998 - The Oath That Keeps Me Free (Victory)

EP
- 1992 - All Out War (Conviction Records)
- 1993 - Firestorm (Conviction)

Split
- 1996 - The California Takeover (con Strife e Snapcase)